# Giulio Gaudini
Giulio Gaudini (né le 28 octobre 1904 à Rome - mort le 6 janvier 1948) était un escrimeur Italien, pratiquant le fleuret et le sabre, qui fut l'un des plus grands champions italiens dans ces disciplines, remportant neuf médailles olympiques au cours de sa carrière, en trois participation aux Jeux, de 1928 à 1936

## Biographie
Après être revenu bredouille de ses premiers Jeux olympiques, lors des Jeux olympiques de Paris, en partie en raison d'un retrait de l'équipe italienne de fleuret pour une décision litigieuse, il dispute les Jeux olympiques de 1928 à Amsterdam. L'Italie remporte le titre de fleuret par équipe. Dans le concours individuel, il participe à un barrage final l'opposant au Français Lucien Gaudin et à l'Allemand Casmir. Celui-ci remporte le premier match face à l'Italien, puis le Français s'impose face à Casmir. Dans le match opposant Gaudin à Gaudini, ceux-ci sont à égalité 2 partout lorsqu'un incident se produit: une touche de l'italien est annulée mais le Français demande à l'arbitre de la rétablir. Le Français remporte finalement la rencontre sur le score de 5 à 4 et remporte le titre olympique, Gaudini remportant ainsi la médaille de bronze.
Pour les Jeux olympiques de 1932 à Los Angeles, il dispute les épreuves dans deux armes, le fleuret et le sabre. Lors du fleuret par équipe, le titre doit se décider dans un barrage entre les États-Unis, la France et l'Italie. La rencontre finale opposant ces deux dernières voit finalement la France triompher, non sans une nouvelle polémique à propose de la validité d'une touche italienne. Dans le tournoi individuel, son compatriote Marzi remporte le titre, Gaudini se contentant du bronze. En sabre, il remporte la médaille d'argent en individuel et par équipes.
À Berlin, pour les Jeux olympiques de 1936, les italiens dominent le concours par équipe du fleuret, l'emportant la France. Dans le concours individuel, Gaudini remporte enfin un titre olympique en individuel. Il complète sa collection en remportant le bronze lors du sabre par équipes, tout en terminant à la sixième place du concours individuel.

## Hommage
Le 7 mai 2015, en présence du président du Comité national olympique italien (CONI), Giovanni Malagò, a été inauguré  le Walk of Fame du sport italien dans le parc olympique du Foro Italico de Rome, le long de Viale delle Olimpiadi. 100 tuiles rapportent chronologiquement les noms des athlètes les plus représentatifs de l'histoire du sport italien. Sur chaque tuile figure le nom du sportif, le sport dans lequel il s'est distingué et le symbole du CONI. L'une de ces tuiles lui est dédiée .

## Palmarès

### Jeux olympiques d'été
- Médaille d'or du fleuret aux Jeux olympiques de 1936 à Berlin
- Médaille d'or du fleuret par équipes aux Jeux olympiques de 1936 à Berlin
- Médaille d'or du fleuret par équipes aux Jeux olympiques de 1928 à Amsterdam
- Médaille d'argent du sabre par équipes aux Jeux olympiques de 1936 à Berlin
- Médaille d'argent du fleuret par équipes aux Jeux olympiques de 1932 à Los Angeles
- Médaille d'argent du sabre par équipes aux Jeux olympiques de 1932 à Los Angeles
- Médaille d'argent du sabre aux Jeux olympiques de 1932 à Los Angeles
- Médaille de bronze du fleuret aux Jeux olympiques de 1932 à Los Angeles
- Médaille de bronze du fleuret aux Jeux olympiques de 1928 à Amsterdam